# EU's højtstående repræsentant for udenrigsanliggender og sikkerhedspolitik
EU's højtstående repræsentant for udenrigsanliggender og sikkerhedspolitik, populært EU's udenrigsminister eller EU's udenrigschef, er et politisk embede i Den Europæiske Union, der blev etableret som følge af et ønske om en bedre koordinering af den fælles udenrigs- og sikkerhedspolitik. Repræsentanten er i øjeblikket Josep Borrell, der er tilknyttet generalsekretariatet for Rådet for Den Europæiske Union. 
Embedet blev introduceret i Amsterdamtraktaten. Den højtstående repræsentant er formand for Rådet for Udenrigsanliggender. Etableringen af en fælles udenrigsminister for EU har bl.a. af Bill Clintons daværende regering været opfattet som et svar på Henry Kissingers gamle ønske om at have ét telefonnummer til Europa i udenrigsspørgsmål, fordi det netop er repræsentantens opgave at sikre, at der er sammenhæng i EU's optræden udadtil. Den højtstående repræsentant bidrager med sine forslag til udarbejdelsen af den fælles udenrigspolitik og gennemfører den som Rådets bemyndigede. Det samme gælder den fælles sikkerheds- og forsvarspolitik.
Som følge af Lissabontraktaten ændrede posten navn. Tidligere var betegnelsen EU's høje repræsentant for den fælles udenrigs- og sikkerhedspolitik. Samtidig blev det vedtaget, at repræsentanten er født næstformand for Europa-Kommissionen med ansvar for unionens eksterne forbindelser. Det indebærer eksempelvis at repræsentere EU i internationale sammenhænge, såsom FN.
Den højtstående repræsentant støttes i sit arbejde af Udenrigstjenesten (EEAS), der blev oprettet den 1. januar 2011 ved at slå Kommissionens og Rådets afdelinger for udenrigspolitik sammen og hente diplomater fra de nationale diplomatiske tjenester dertil.
I december 2009 overtog britiske Catherine Ashton posten efter spanske Javier Solana. I november 2014 overtog italienske Federica Mogherini posten efter Catherine Ashton.